# NGC 2622
NGC 2622 је спирална галаксија у сазвежђу Рак која се налази на NGC листи објеката дубоког неба.
Деклинација објекта је + 24° 53' 43" а ректасцензија 8h 38m 10,9s. Привидна величина (магнитуда) објекта NGC 2622 износи 14,1 а фотографска магнитуда 14,9. NGC 2622 је још познат и под ознакама MCG 4-21-8, MK 1218, CGCG 120-13, PGC 24269.